# エノケンの近藤勇
『エノケンの近藤勇』（エノケンのこんどういさみ）は、1935年に日本で制作されたコメディ映画。ピー・シー・エル映画製作所製作。坂本龍馬の寺田屋での遭難や、龍馬と中岡慎太郎の暗殺、新撰組隊士加納と雛菊の恋、池田屋事件などをミュージカルの手法で描いている。近藤勇が高下駄を履くと強くなるというギャグが印象的である。

## ストーリー
エノケンは、このコメディと歌に満ちた明治維新のビジョンの中で、近藤勇と彼の恐るべき敵である坂本龍馬の両方を演じます。

## スタッフ
- 監督 : 山本嘉次郎[3]
- 脚色 : ピエル・ブリヤント、P.C.L.文芸部[2]
- 原作 : ピエル・ブリヤント、P.C.L.文芸部[1]
- 撮影 : 唐沢弘光[3]
- 音楽 : 伊藤昇[2]
- 音楽指揮 : 栗原重一[3]
- 演奏 : P.B管弦楽団[3]
- 和楽 : 六郷宇十郎[3]
- 装置 : 北猛夫[3]
- 録音 : 山口淳[3]
- 編集 : 岩下広一[3]
- 振付 : 西川扇五郎[3]
- 殺陣 : 近藤登[3]
- 漫画 : 大藤信郎[3]

## キャスト
- 近藤勇 : 榎本健一[3]

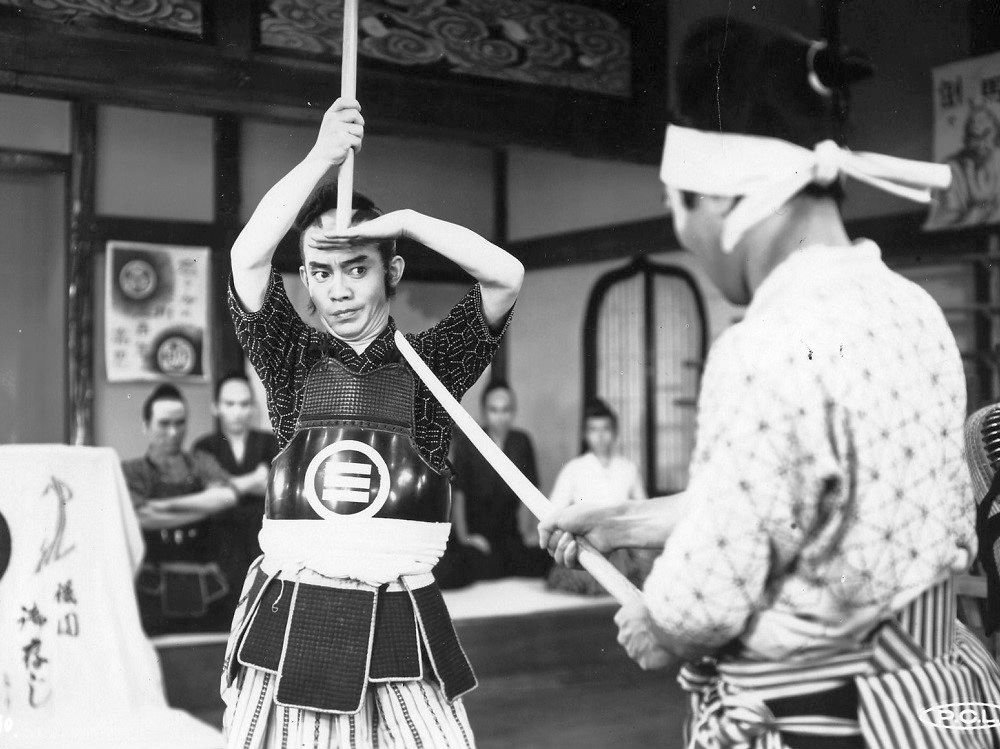
榎本健一

- 坂本竜馬 : 榎本健一（二役）[3]
- 桂小五郎 : 二村定一[3][2]
- 間諜X27番 : 中村是好[3]
- 中岡慎太郎 : 柳田貞一[3]
- 田代又八 : 如月寛多[3]
- 三好慎三 : 田島辰夫[3]
- 山岡鉄舟 : 丸山定夫[3]
- 近藤周平 : 伊藤薫[3]
- 加納惣三郎 : 花島喜世子[3]
- 雛菊 : 宏川光子[3]
- 歌菊 : 北村季佐江[3]
- 幾松 : 千川輝美[3]
- お龍 : 高尾光子[3]
- 菊松 : 夏目初子[3]